# Javier Rodrigo de Santos
Javier Rodrigo de Santos López (Burgos, 4 de mayo de 1965) es un político español, exteniente de alcalde y exconcejal de Urbanismo del Ayuntamiento de Palma por el Partido Popular. Su nombre ha saltado a la fama a razón de escándalos de malversación de fondos públicos y abusos sexuales a menores.

## Biografía
Fue director de la campaña electoral de Jaume Matas en 2003. 
Al ser acusado de malversación de fondos públicos (por haber usado la tarjeta Visa municipal para pagar gastos personales en prostíbulos masculinos de Mallorca que ascendían a más de 52 000 euros), el Partido Popular le expedientó y él se dio de baja del partido.
Durante el periodo en el que el periodista Eduardo Inda dirigió la edición balear del diario El Mundo (2002-2007), ambos trabaron una profunda amistad que permanece en la actualidad.

## Escándalos

### Escándalo por malversación de fondos públicos
En marzo del 2008 De Santos se vio envuelto en un escándalo relacionado con la malversación de más de 52 000 euros de fondos públicos del Ayuntamiento de Palma. La mayor parte del dinero habría sido gastada por De Santos en prostíbulos gais (la mayoría de Mallorca) y en drogas. De Santos utilizó su adicción a la cocaína como principal "excusa" para malversar.

### Escándalo y condena por abusos sexuales a menores
El 28 de octubre de 2009 Javier Rodrigo de Santos fue condenado por el Tribunal Superior de Justicia de Baleares a 13 años y seis meses de cárcel por abusos sexuales a menores. El fiscal había pedido 24 años de cárcel. La sentencia de la Audiencia Provincial describe como hechos probados los continuos abusos por parte de De Santos de tres hermanos, dos menores, de 14 y 16 años, y uno mayor de 18 años. El exconcejal es absuelto de corrupción de menores y se beneficia parcialmente de los atenuantes de drogadicción y alcoholismo.
Sus víctimas fueron inmigrantes menores vinculados al movimiento católico Camino Neocatecumenal en el que él colaboraba y su esposa era catequista, y donde las víctimas tenían en las actividades de la parroquia casi su único vínculo de integración, según resalta la sentencia del Tribunal Superior de Justicia de Baleares.
La sentencia del 28 de octubre de 2009 también censura que De Santos intentara politizar su caso insinuando durante el juicio que la familia de las víctimas "podría haber sido utilizada o manipulada por alguno de los enemigos que De Santos pudiera haber hecho por las decisiones tomadas en su época como regidor delegado de Urbanismo en el Ayuntamiento".
Tras la sentencia, el abogado de De Santos, José Ignacio Herrero, recurrió el caso ante el Tribunal Supremo, y en julio del 2010 el Tribunal Supremo rebajó de 13 años y medio a cinco años de prisión la condena que le impuso la Audiencia de Baleares. La sentencia del Supremo, de la que fue ponente el magistrado Adolfo Prego, absolvió a De Santos de uno de los delitos de abuso sexual con penetración anal de un menor de 14 años y de otro que no se consumó. Adolfo Prego le absolvió de dos de los delitos al estimar no acreditada la falta de consentimiento por parte las víctimas. En opinión de Prego, "no aparece en el hecho probado nada que lleve a considerar que un consentimiento de ese alcance se obtuviera por el acusado prevaliéndose de una situación de superioridad manifiesta que coartase la libertad de la víctima".

### Nueva imputación por agresión sexual
De Santos figura de nuevo como investigado en una causa abierta en el Juzgado de Instrucción número 42 de Madrid por haber utilizado presuntamente su puesto en la ONG Fundación Padre Garralda-Horizontes Abiertos para coaccionar a presos en tercer grado y obligarlos a mantener relaciones sexuales bajo la amenaza de informar en contra de su libertad a Instituciones Penitenciarias.
El 5 de diciembre de 2017 Javier Rodrigo de Santos volvió a ser detenido por las presuntas agresiones sexuales en el seno de la ONG, y aunque la consistencia de los indicios contra él llevó a la Fiscalía a solicitar su ingreso en prisión incondicional, el juez Juan José Escalonilla prefirió rebajar la medida cautelar a una prohibición de acercarse a menos de 500 metros a las dos víctimas que lo denunciaron y a las cuatro casas de acogida de la Fundación Padre Garralda-Horizontes Abiertos. Esa decisión del juez Escalonilla fue adoptada a pesar de los testimonios coincidentes de las víctimas, de otros testigos y del intercambio de mensajes aportado por uno de los presuntamente agredidos.
La causa sigue en fase de instrucción en el Juzgado número 42 de Madrid siete meses después de que fuera abierta y Rodrigo de Santos se mantiene en libertad con medidas cautelares. La defensa de Javier de Rodrigo Santos presentó un informe de una educadora del centro para descargar de culpa al presunto depredador sexual, informe ante el que el juez asegura que "no solo desacredita todo lo anterior sino que, contrariamente, lo ratifica". En dicho informe, la educadora reproduce las confesiones que le había hecho una de las víctimas el día antes de acudir a la Policía y en las que describe con detalle en qué consistían las relaciones sexuales a las que le forzaba supuestamente Javier Rodrigo. Todo empezaba con una visita del expolítico a su habitación. "Subía a la habitación, le tocaba la pierna y le hacía bajar al despacho, donde se llevaban a cabo los encuentros", dice el citado informe.
Rodrigo de Santos fue contratado en Horizontes Abiertos para cubrir una vacante de forma temporal y más adelante ascendió a responsable de un programa de reinserción de presos por decisión de María Dolores Navarro Ruiz, presidenta de la Fundación Padre Garralda-Horizontes Abiertos, que se financia a través de subvenciones, contratos de gestión pública, la casilla del IRPF y donativos. El Patronato de la Fundación está mayoritariamente compuesto por personas del Partido Popular, en el que militó Rodrigo de Santos hasta su expulsión. La presidenta María Dolores Navarro, exconcejal del PP en los ayuntamientos de Madrid y Torrejón de Ardoz, se vio forzada a dimitir tras la detención de Rodrigo de Santos. Los miembros del Patronato conocían que De Santos colaboraba con Horizontes Abiertos y algunos de ellos sabían que después cubrió una vacante, pero todos afirmaron desconocer que había sido contratado para dirigir el proyecto con los reclusos. La vicepresidenta del Patronato en el momento de los hechos era Beatriz Elorriaga Pisarik, perteneciente al Grupo Municipal del PP de Madrid. En el Patronato estaba y sigue Luis Peral Guerra, senador del PP y exconsejero de Educación con Esperanza Aguirre. La Fundación no ha querido personarse en la causa como acusación particular.